# Pasiene
Pasiene (ryska: Пасиене) är en ort i Lettland.   Den ligger i kommunen Ludzas Rajons, i den östra delen av landet, 260 km öster om huvudstaden Riga. Pasiene ligger 143 meter över havet och antalet invånare är 385.
Terrängen runt Pasiene är platt. Runt Pasiene är det glesbefolkat, med 8 invånare per kvadratkilometer. Närmaste större samhälle är Zilupe, 10,8 km norr om Pasiene. I omgivningarna runt Pasiene växer i huvudsak blandskog.